# Sinotibetische Sprachen
Die sinotibetischen Sprachen (auch transhimalajische Sprachen genannt von George van Driem, Thomas Owen-Smith und anderen) bilden mit rund 1,3 Milliarden Sprechern die zweitgrößte Sprachfamilie der Erde. Die insgesamt etwa 340 Sprachen werden in China, dem Himalaya-Gebiet und Südostasien gesprochen. Sie teilen sich nach Meinung der meisten Forscher in die beiden Hauptzweige Sinitisch („Chinesische Sprachen“, acht Sprachen mit 1,22 Milliarden Sprechern) und Tibetobirmanisch (330 Sprachen mit 70 Millionen Sprechern) auf. Das Sinotibetische ist im Hinblick auf Zeittiefe, interne Vielfalt und kulturelle Bedeutung durchaus mit der indogermanischen Sprachfamilie zu vergleichen.
Früher wurden häufig auch die Tai-Kadai-Sprachen, die Hmong-Mien-Sprachen (auch Miao-Yao-Sprachen genannt) und das Vietnamesische zum Sinotibetischen gerechnet. Seit etwa 1950 geht die Mehrheit der Forscher jedoch davon aus, dass die Tai- und Hmong-Mien-Sprachen jeweils eigene genetische Einheiten bilden und nicht näher mit dem Sinotibetischen verwandt sind, während das Vietnamesische als eine austroasiatische Sprache erkannt worden ist. Die Gemeinsamkeiten in der Phonologie, Syntax und dem Wortschatz zwischen diesen Sprachen und dem Sinotibetischen werden auf Entlehnungen und langzeitige areale Kontakte zurückgeführt.
Einige Linguisten vermuten, dass die jenisseischen Sprachen in Sibirien mit den sinotibetischen Sprachen verwandt sind. Frühe Linguisten wie M. A. Castrén (1856), James Byrne (1892), und G. J. Ramstedt (1907) behaupten, dass die jenisseischen Sprachen Nord-Sinitischen Ursprungs sind. Diese Vermutung wird von den Linguisten Kai Donner (1930) und Karl Bouda (1957) unterstützt. Neuere Erkenntnisse unterstützen ebenfalls eine direkte Verwandtschaft mit den sinotibetischen Sprachen. So zeigen linguistische Analysen und autosomal-genetische Daten der jenisseischen Völker eine Verwandtschaft mit Han-Chinesen und Burmesen. Der Linguist und Spezialist der jenisseischen Sprachen Edward Vajda vermutet ebenfalls eine Verwandtschaft mit den sinotibetischen Sprachen.

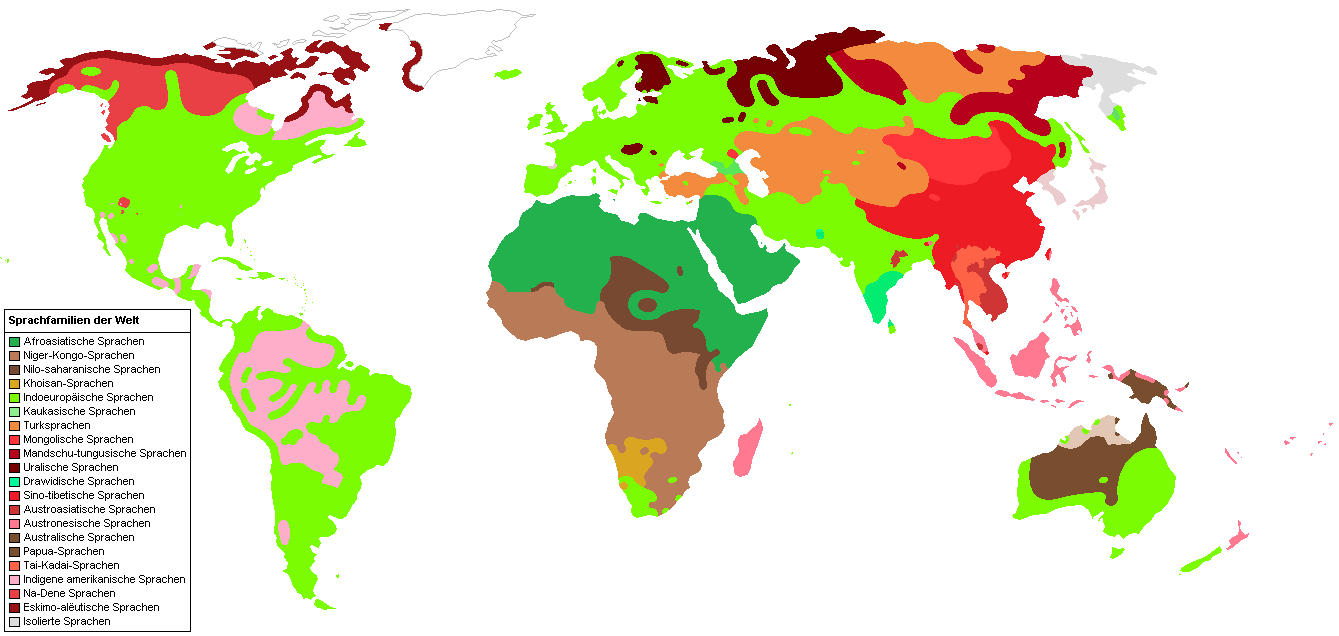
Sinotibetische Sprachen (rot dargestellt) neben den anderen Sprachfamilien der Welt

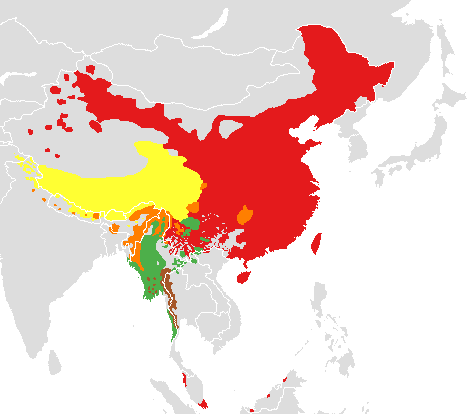
Zweige der sinotibetischen Sprachen:
Sinitische Sprachen
Tibetische Sprachen
Lolo-Burmesische Sprachen
Karen-Sprachen
Andere

## Verbreitung und Hauptsprachen

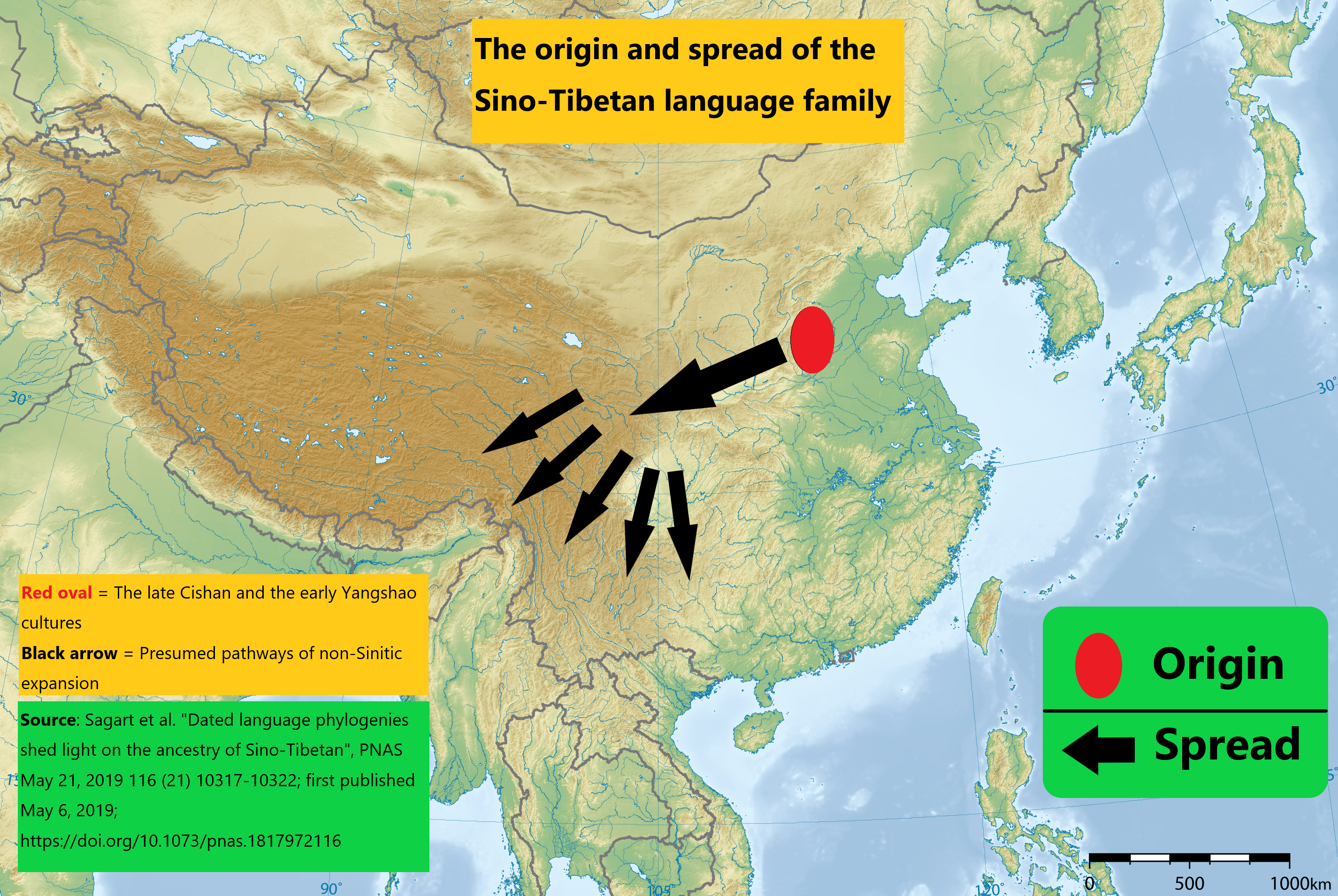
Ursprung und Verbreitung der Sinotibetischen Sprachen. Das rote Oval ist die späte Cishan- und die frühe Yangshao-Kultur. Die schwarzen Pfeile sind die vermuteten Wege der nicht-sinitischen Expansion. Dabei wurde die linguistisch vergleichende Methode auf die von Laurent Sagart im Jahr 2019 entwickelte Datenbank mit vergleichenden linguistischen Daten angewendet, um Lautkorrespondenzen zu identifizieren und Kognaten zu ermitteln. Dann wurden phylogenetische Methoden verwendet, um Beziehungen zwischen diesen Sprachen abzuleiten und das Alter ihrer Herkunft und ihres Heimatlandes zu schätzen.

Nach der Anzahl der Sprecher (1,3 Mrd.) ist das Sinotibetische hinter dem Indogermanischen (2,7 Mrd. Sprecher) die zweitgrößte Sprachfamilie der Erde. Nach der Anzahl ihrer Sprachen (etwa 340) nimmt sie weltweit den fünften Rang ein, hinter Niger-Kongo, Austronesisch, Trans-Neuguinea und Afroasiatisch.
Die Aufteilung in die beiden Hauptzweige ist sehr unsymmetrisch. Während zum Sinitischen nur die acht chinesischen Sprachen (besser Dialektbündel) zählen, die allerdings 1,2 Mrd. Sprecher in China und Taiwan auf sich vereinen, besitzt der tibetobirmanische Zweig rund 330 Sprachen mit nur 70 Mio. Sprechern, von denen sich etwa die Hälfte auf eine einzige Sprache – das Birmanische (oder Burmesische) – konzentriert. Die tibetobirmanischen Sprachen werden im Himalaya-Gebiet und dem angrenzenden Südostasien gesprochen, vor allem in Tibet (das heute zu China gehört), Südchina, Birma (heute auch Myanmar genannt), Nepal, Bhutan, Sikkim und Nord-Indien, vereinzelt auch in den nördlichen Landesteilen Pakistans und Bangladeschs sowie in den südostasiatischen Staaten Laos, Vietnam und Thailand.
Die größten sinotibetischen Sprachen gehören mit Ausnahme des Birmanischen alle zum sinitischen Zweig. Die sprecherreichste Sprache ist das Mandarin (Hochchinesisch) mit 875 Mio. Sprechern. Es folgen die sinitischen Sprachen Wu (80 Mio.), Kantonesisch (70 Mio.), Min (60 Mio.), Jinyu (45 Mio.), Xiang (36 Mio.), Hakka (Kejia) (33 Mio.) und Gan (21 Mio.). Die sprecherreichsten tibetobirmanischen Sprachen sind die Birmanischen Sprachen (von 35 Mio. Muttersprachlern und weiteren 15 Mio. Zweitsprechern in Birma gesprochen), das südchinesische Yi (4,2 Mio.), Tibetisch (2 Mio. Muttersprachler; 4,5 Mio. Sprecher zusammen mit Khams- und Amdo-Tibetisch), die Sprache Sgaw (2 Mio. Sprecher im Kayin-Staat Myanmars) und Meithei mit fast 2 Mio. Sprechern in den indischen Bundesstaaten Manipur, Assam und Nagaland.
Der Artikel enthält als Anhang eine Tabelle aller sinotibetischen Sprachen mit mindestens 500.000 Sprechern, in der die Klassifikation und das Verbreitungsgebiet dieser Sprachen beschrieben ist. Der unten angegebene Weblink bietet die vollständige Klassifikation und die aktuellen Sprecherzahlen aller sinotibetischen Sprachen.

## Schriftsprachen und Schriftsysteme
Chinesisch ist eine Schriftsprache mit einer 3500-jährigen eigenständigen ideographischen Schrift und einer entsprechend umfangreichen schriftlichen Überlieferung auf allen Gebieten der Wissenschaft, Literatur und Religion. Neben dem Chinesischen sind Tibetisch und Birmanisch die besterforschten sinotibetischen Sprachen. Sie besitzen die längste und umfangreichste schriftliche Tradition mit einem Schwerpunkt buddhistischer Texte, die mit von indischen Schriftformen abgeleiteten Alphabeten geschrieben wurden. Die tibetische Schrift stammt aus dem 7. Jahrhundert n. Chr., ihre ältesten längeren Texte – aus dem 9. Jahrhundert – wurden in den Höhlenklöstern von Dunhuang gefunden. Die frühesten Belege für die birmanische Schrift sind Inschriften aus dem 12. Jahrhundert. Die große Mehrzahl der übrigen tibetobirmanischen Sprachen ist – auch heute noch – schriftlos, lediglich Newari, Meithei und Lepcha hatten eigene auf dem Devanagari basierende Schriften entwickelt, in denen historische und religiöse Texte fixiert wurden. Diese Sonderentwicklungen sind inzwischen aufgegeben worden, die drei Sprachen werden heute – wie auch andere tibetobirmanische Sprachen in Indien und Nepal – in Devanagari- oder Nepali-Schrift geschrieben.
Im chinesischen Bereich wurde neben der dominanten chinesischen Schrift einige Sondersysteme entwickelt: die an chinesische Zeichen angelehnte tangutische Schrift für die ausgestorbene Sprache Xixia (Tangutisch) und eine piktographisch-syllabische Schriftform für das Naxi (Moso), eine Variante davon wurde für das benachbarte Yi (Lolo) benutzt.
Erwähnenswert ist darüber hinaus die sogenannte Frauenschrift (Nüshu), welche von Frauen der Provinz Hunan im 15. Jahrhundert entwickelt wurde.

## Untereinheiten

### Interne Gliederung
Auf Grund der aktuellen Forschungslage – wie sie in van Driem 2001, Matisoff 2003 und Thurgood 2003 zusammenfassend dargestellt ist – lässt sich die folgende interne Gliederung des Sinotibetischen begründen, wenn auch noch nicht über alle Untereinheiten ein vollständiger Konsens erzielt wurde:
Interne Gliederung des Sinotibetischen
- Sinotibetisch
  - Sinitisch
    - Min
    - der Rest: mit Mandarin (Hochchinesisch), Wu, Kantonesisch, Jinyu, Xiang, Hakka (Kejia) und Gan

  - Tibetobirmanisch
    - Bodisch mit den Untereinheiten Tibetisch, Tamang-Ghale, Tshangla, Takpa, Dhimal-Toto
    - Westhimalayisch
    - Mahakiranti mit Kiranti, Magar-Chepang, Newari-Thangmi
    - Nord-Assam mit Tani (Abor-Miri-Dafla), Khowa-Sulung, Mijuisch, Idu-Digaru
    - Hrusisch
    - Bodo-Konyak-Jingpho mit Bodo-Koch (Barisch), Konyak (Nord-Naga), Jingpho-Sak (Kachin-Luisch)
    - Kuki-Chin-Naga mit Mizo-Kuki-Chin, Ao, Angami-Pochuri, Zeme, Tangkhul, Meithei (Manipuri), Karbi (Mikir)
    - Qiang-Gyalrong mit Xixia-Qiang und Gyalrong
    - Nungisch
    - Karenisch
    - Lolo-Birmanisch mit Lolo (Yipho) und Birmanisch
    - Einzelsprachen: Pyu †, Dura †, Lepcha, Mru, Naxi, Tujia, Bai

Eine ausführliche Diskussion dieser Einheiten siehe unten.

### Statistische und geographische Daten
Die folgende Tabelle gibt eine statistische und geographische Übersicht über die Untereinheiten des Sinotibetischen. Die Daten basieren auf van Driem 2001 und dem unten angegebenen Weblink „Klassifikation der sinotibetischen Sprachen“. Die Anzahl der Sprachen ist deutlich niedriger als in Ethnologue, da Ethnologue – entgegen der mehrheitlichen Forschungsmeinung – viele Dialekte zu eigenständigen Sprachen erklärt.
Die Untereinheiten des Sinotibetischen
mit Anzahl der Sprachen und Sprecher und ihren Hauptverbreitungsgebieten
| Spracheinheit       | Alternat. Name     | Anzahl Sprachen | Anzahl Sprecher | Hauptverbreitungsgebiet                             |
| ------------------- | ------------------ | --------------- | --------------- | --------------------------------------------------- |
| SINITISCH           | Chinesisch         | 8               | 1220 Mio.       | China                                               |
| TIBETOBIRMANISCH    |                    | 330             | 68 Mio.         | Himalaya, Süd-China, Südostasien                    |
| Bodisch             | Tibetisch i. w. S. | 64              | 7 Mio.          | Tibet, Nord-Indien, Pakistan, Nepal, Bhutan         |
| Tibetisch           |                    | 51              | 5,6 Mio.        | Tibet, Nord-Indien, Pakistan, Nepal, Bhutan         |
| Tamang-Ghale        |                    | 9               | 1,2 Mio.        | Nepal                                               |
| Tshangla            |                    | 1               | 150 Tsd.        | Bhutan                                              |
| Takpa               | Moinba             | 1               | 80 Tsd.         | Indien: Westspitze Arunachal / Tibet                |
| Dhimal-Toto         |                    | 2               | 35 Tsd.         | Nepal: Terai, Indien: West-Bengali                  |
| Westhimalayisch     |                    | 14              | 110 Tsd.        | Nord-Indien: Kumaon, Lahul, Kinnaur; West-Tibet     |
| Mahakiranti         | Himalayisch        | 40              | 2,3 Mio.        | Nepal                                               |
| Kiranti             |                    | 32              | 500 Tsd.        | Nepal (südl. des Mount-Everest-Massivs)             |
| Magar-Chepang       |                    | 5               | 700 Tsd.        | Zentral-Nepal                                       |
| Newari-Thangmi      |                    | 3               | 950 Tsd.        | Nepal: Kathmandu-Tal / Gorkha District              |
| Lepcha              | Rong               | 1               | 50 Tsd.         | Indien: Sikkim, Darjeeling; Nepal, Bhutan           |
| Dura †              |                    | 1               | †               | Nepal: Lamjung District                             |
| Nord-Assam          | Brahmaputranisch   | 32              | 850 Tsd.        | Indien: Arunachal Pradesh, Assam; Bhutan            |
| Tani                | Abor-Miri-Dafla    | 24              | 800 Tsd.        | Indien: Zentral-Arunachal-Pradesh                   |
| Khowa-Sulung        | Kho-Bwa            | 4               | 10 Tsd.         | Indien: Westl. Arunachal Pradesh                    |
| Idu-Digaru          | Nord-Mishmi        | 2               | 30 Tsd.         | Indien: Arunachal Pradesh (Lohit District)          |
| Mijuisch            | Süd-Mishmi         | 2               | 5 Tsd.          | Indien: Arunachal Pradesh (Lohit District)          |
| Hrusisch            |                    | 3               | 7 Tsd.          | Grenzgebiet Indien (Arunachal Pradesh) – Bhutan     |
| Bodo-Konyak-Jingpho |                    | 27              | 3,4 Mio.        | Nordost-Indien, Nepal, Birma, Südchina              |
| Bodo-Koch           | Barisch            | 11              | 2,3 Mio.        | Nordost-Indien: Assam                               |
| Konyak              | Nord-Naga          | 7               | 300 Tsd.        | Indien: Arunachal Pradesh; Nagaland                 |
| Jingpho-Sak         | Kachin-Luisch      | 9               | 800 Tsd.        | Bangladesh, Nordostindien, Nord-Birma, Süd-China    |
| Kuki-Chin-Naga      |                    | 71              | 5,2 Mio.        | Nordost-Indien: Nagaland, Manipur, Assam, Arunachal |
| Mizo-Kuki-Chin      |                    | 41              | 2,3 Mio.        | Nordost-Indien, Bangladesh, Birma                   |
| Ao                  |                    | 9               | 300 Tsd.        | Nordost-Indien: Nagaland                            |
| Angami-Pochuri      |                    | 9               | 430 Tsd.        | Nordost-Indien: Nagaland                            |
| Zeme                |                    | 7               | 150 Tsd.        | Nordost-Indien: Nagaland, Manipur                   |
| Thangkul            |                    | 3               | 150 Tsd.        | Nordost-Indien: Nagaland, Manipur                   |
| Meithei             | Manipuri           | 1               | 1,3 Mio.        | Nordost-Indien: Manipur, Nagaland, Assam            |
| Karbi               | Mikir              | 1               | 500 Tsd.        | Nordostindien: Assam, Arunachal Pradesh             |
| Qiang-Gyalrong      |                    | 13              | 500 Tsd.        | Süd-China: Sichuan                                  |
| Xixia-Qiang         | Tangut-Qiang       | 10              | 250 Tsd.        | Süd-China: Sichuan                                  |
| Gyalrong            | rGyalrong          | 3               | 230 Tsd.        | Süd-China: Sichuan                                  |
| Nungisch            | Dulong             | 4               | 150 Tsd.        | Süd-China, Nord-Birma                               |
| Tujia               |                    | 1               | 200 Tsd.        | Süd-China: Hunan, Hubei, Guizhou                    |
| Bai                 | Minchia            | 1               | 900 Tsd.        | Süd-China: Yunnan                                   |
| Naxi                | Moso               | 1               | 280 Tsd.        | Süd-China: Yunnan, Sichuan                          |
| Karenisch           |                    | 15              | 4,5 Mio.        | Birma, Thailand                                     |
| Lolo-Birmanisch     |                    | 40              | 42 Mio.         | Birma, Laos, Süd-China, Vietnam, Thailand           |
| Lolo                | Yipho              | 27              | 7 Mio.          | Süd-China, Birma, Laos, Vietnam, Thailand           |
| Birmanisch          |                    | 13              | 35 Mio.         | Birma, Süd-China                                    |
| Mru                 |                    | 1               | 40 Tsd.         | Bangladesh: Chittagong; Birma: Arakan               |
| Pyu †               |                    | 1               | †               | ehemals Nord-Birma                                  |

Die Primärzweige des Tibetobirmanischen sind halbfett gedruckt, dahinter folgen jeweils die Untereinheiten.

## Klassifikation: Historischer Überblick

### Anfänge im 19. Jahrhundert
Die Anfänge einer Erforschung der sinotibetischen Sprachen werden erst in der Mitte des 19. Jahrhunderts greifbar. Verschiedene Forscher und Missionare fassten die Sprachen Chinas, Südostasiens und des Himalaya-Gebiets zu einer Sprachgruppe Indo-Chinesisch zusammen, die das Chinesische, die Taisprachen, Miao-Yao (heute Hmong-Mien genannt), Karenisch, Tibetobirmanisch und teilweise auch das Mon-Khmer umfasste. Diese Gruppierung wurde wesentlich über typologische Merkmale wie Tonsprache und Einsilbigkeit definiert. Das Tibetobirmanische wurde als Gruppe schon 1818 von B. H. Hodgson erkannt, erste interne Gliederungsversuche dieser Gruppe stammen von Friedrich Max Müller (1854).

### Conrady, Konow und Li
Gegen Ende des 19. Jahrhunderts wurden die Mon-Khmer-Sprachen allgemein nicht mehr zum Indo-Chinesischen gerechnet, mit Ausnahme des Vietnamesischen, dessen Zugehörigkeit zum Mon-Khmer erst wesentlich später erkannt wurde. Conrady 1896 gliederte das Indo-Chinesische in drei Primärzweige, nämlich Sinitisch, Tai und Tibetobirmanisch. Das Miao-Yao schloss er aus. Zu Beginn des 20. Jahrhunderts entstand der Begriff Sinotibetisch anstelle von Indo-Chinesisch, der bei Konow 1909 ebenfalls Sinitisch, Tai und Tibetobirmanisch umfasst, wobei die Taisprachen von ihm näher an das Sinitische gerückt wurden.
Sinotibetisch nach Konow 1909
- Sinotibetisch
  - Sino-Tai
    - Sinitisch
    - Tai

  - Tibetobirmanisch

Eine ähnliche Gliederung schlug Fang-Kuei Li 1937 vor, er rechnete aber wieder das Miao-Yao als dritte Untergruppe zum Sino-Tai hinzu, eine Tradition, die sich in der chinesischen Linguistik zum Teil bis heute erhalten hat.

### Benedict und Shafer
In seiner grundlegenden Arbeit von 1942 Thai, Kadai and Indonesian: A New Alignment in Southeastern Asia schließt Paul K. Benedict die Zugehörigkeit des Tai und Miao-Yao zum Sinotibetischen kategorisch aus. Er erkennt, dass die vielen durchaus vorhandenen lexikalischen und phonologischen Gemeinsamkeiten zwischen den Taisprachen und dem Chinesischen auf frühe Entlehnungen auf Grund arealer Kontakte, aber nicht auf eine gemeinsame genetische Herkunft zurückgehen. Der Grundwortschatz der beiden Gruppen weist nach Benedict nahezu keine Gemeinsamkeiten auf. Er stellt fest:

“The real problem has also been why anyone has ever seriously taken the Kam-Tai and/or Miao-Yao languages to be true 'blood cousins' of Sino-Tibetan, given the almost total lack of any basic ties in the respective lexicons.”

(Die Betonung muss hier auf basic ties liegen, da das Lexikon der Taisprachen durchaus viele Entlehnungen aus dem Chinesischen kennt.) Mit dieser Arbeit Benedicts war der Grundstein für die Auffassung gelegt, die heute allgemein vorherrschend ist: Sinotibetisch besteht aus den beiden Primärzweigen Sinitisch und Tibetobirmanisch. Innerhalb des Tibetobirmanischen hob Benedict die im heutigen Myanmar gesprochenen Karensprachen hervor, so dass er zu folgender Klassifikation gelangte:
Klassifikation nach Benedict 1942
- Sinotibetisch
  - Sinitisch
  - Tibeto-Karen
    - Karenisch
    - Tibetobirmanisch

Die Sprachgruppen, die Benedict aus dem Sinotibetischen herausgenommen hatte – Tai und Miao-Yao – hielt er für Verwandte des Austronesischen und Austrasiatischen. Er fasste diese vier Gruppen zu einer neuen Einheit Austrisch zusammen, eine Hypothese, die heute nur noch von wenigen Forschern geteilt wird (siehe den Artikel über die Makrofamilie Austrisch).
In den folgenden Jahren spielte vor allem die Positionierung der Karen-Sprachen und des Bai eine Rolle. Karenisch wurde – anders als bei Benedict – häufig als ein dritter Primärzweig des Sinotibetischen aufgefasst. Shafer 1955 geht dabei noch weiter und löst den tibetobirmanischen Knoten ganz auf. Für ihn war die Frage der Zugehörigkeit des Tai auch noch nicht völlig entschieden.
Klassifikation nach Shafer 1955
- Sinotibetisch
  - Sinitisch
  - Bodisch (Tibetisch)
  - Birmanisch
  - „Barisch“ (enthielt die heutigen Einheiten Tani, Kuki-Chin-Naga, Bodo-Konyak-Jingpho)
  - Karenisch

### James A. Matisoff
James Matisoff nahm die Arbeiten Benedicts wieder auf und führte sie als Mitarbeiter am Conspectus (Benedict 1972) zu einem vorläufigen Abschluss. Für die sinotibetische Forschung ist Matisoff vor allem durch das von ihm ins Leben gerufene und maßgeblich geförderte STEDT-Projekt von Bedeutung (Sino-Tibetan Etymological Dictionary and Thesaurus), durch das eine möglichst große Zahl sinotibetischer Sprachen gründlich erforscht werden soll, genetische Verwandtschaften erkannt und Urformen rekonstruiert werden sollen. Eine vorläufige Bilanz des noch nicht abgeschlossenen Projekts legte Matisoff 2003 mit seinem Handbook of Proto-Tibeto-Burman vor. In der Klassifikation tendiert er zu relativ großen Einheiten, z. B. Himalayisch und Kamarupan, die von der Mehrheit der übrigen Forscher (noch) nicht anerkannt werden.

### George van Driem
Während heute fast alle Forscher Benedicts Standpunkt der Zweiteilung des Sinotibetischen in die Primärzweige Sinitisch und Tibetobirmanisch vertreten und allenfalls die Position des Karenischen eine unterschiedliche Rolle spielt, griff George van Driem auf Ansätze aus dem 19. Jahrhundert zurück und positionierte das Sinitische als einen Untereinheit des Tibetobirmanischen, gleichrangig mit den vielen anderen Zweigen dieser Gruppe. Dabei sah er in früheren Arbeiten eine besondere Nähe des Sinitischen zum Bodischen (Tibetisch im weiteren Sinne), was ihn zu der Untereinheit Sino-Bodisch führte. Diese Hypothese wurde unter anderem von Matisoff 2000 bestritten und ist heute weitgehend isoliert. Eine Zusammenfassung der Forschung sämtlicher Sprachen des Himalayagebiets (im weitesten Sinne) stellt van Driems zweibändiges Werk Languages of the Himalayas von 2001 dar. Darin behandelt er die linguistische Position nahezu aller bekannten sinotibetischen Sprachen und zerlegt das Tibetobirmanische in viele kleine anerkannte genetische Einheiten. Als gesicherte größere Gruppierungen akzeptiert er nur Lolo-Birmanisch und Bodo-Konyak-Jingpho, mit Vorbehalt Bodisch und Nord-Assam, das von van Driem als Brahmaputranisch bezeichnet wird.

### Aktuelle Klassifikation
Während das Sinitische aus acht nahverwandten Sprachen bzw. Dialektbündeln besteht – seine interne Gliederung also relativ unproblematisch ist –, kann die interne Klassifikation der etwa 330 tibetobirmanischen Sprachen auch heute keineswegs als gesichert gelten. Die wichtigsten aktuellen Übersichtswerke – van Driem 2001, Thurgood 2003 und Matisoff 2003 – bieten durchaus unterschiedliche Modelle an. Dabei hat sich die Forschung zwar auf eine Reihe kleinerer genetischer Einheiten einigen können – darunter Tibetisch, Kiranti, Tani, Bodo-Koch, Karenisch, Jingpho-Sak, Kuki-Chin und Birmanisch – jedoch konnte die Frage nach mittleren und größeren Untergruppen, die diese kleineren Einheiten zusammenfassen, bisher nicht konsensfähig geklärt werden. Die Gründe sind fehlende Detailforschungen, Grammatiken und Lexika bei vielen tibetobirmanischen Einzelsprachen, intensive wechselseitige areale Beeinflussungen, die die genetischen Zusammenhänge verdunkeln, und die große Anzahl der zu vergleichenden Sprachen. Das umfangreiche STEDT-Projekt (Sino-Tibetan Etymological Dictionary and Thesaurus) von Matisoff ist konzipiert worden, um mehr Klarheit in diese Fragen bringen, genetische Zwischengruppierungen zu etablieren und für alle Zwischengruppen und das Tibetobirmanische insgesamt Ursprachen zu rekonstruieren.
Während Matisoff 1996 und 2003 die Zusammenfassung recht großer Einheiten „wagt“, tendiert van Driem 2001 zum anderen Extrem: er gliedert das Tibetobirmanische in viele kleine Untergruppen und macht nur vage Angaben über umfassendere Verwandtschaftsverhältnisse. Einen mittleren Weg geht Thurgood 2003. Die Darstellung des vorliegenden Artikels basiert – was die Zwischeneinheiten angeht – vor allem auf Thurgood, für die Detailgliederung auf dem umfangreichen Werk van Driem 2001, in dem sämtliche inzwischen bekannten tibetobirmanischen Sprachen und ihre engeren Verwandtschaftsverhältnisse behandelt werden. Insgesamt ergibt sich eine relativ kleinteilige Gliederung des Tibetobirmanischen in genetisch gesicherte Einheiten. Zukünftige Forschungen – vor allem das STEDT-Projekt der Arbeitsgruppe um Matisoff – werden durch Konstruktion von entsprechenden Ursprachen (wie z. B. schon beim Kiranti oder Lolo-Birmanischen) sicherlich auch größere Einheiten konsensfähig machen.
Klassifikation des Sinotibetischen
- Sinotibetisch
  - Sinitisch
  - Tibetobirmanisch
    - Bodisch: Tibetisch, Tamang-Ghale, Tshangla, Takpa, Dhimal-Toto
    - Westhimalayisch
    - Mahakiranti: Kiranti, Newari-Thangmi, Magar-Chepang
    - Nord-Assam: Tani (Abor-Miri-Dafla), Khowa-Sulung, Mijuisch (Deng), Idu-Digaru
    - Hrusisch
    - Bodo-Konyak-Jingpho: Bodo-Koch (Barisch), Konyak (Nord-Naga), Jingpho-Sak (Kachin-Luisch)
    - Kuki-Chin-Naga: Mizo-Kuki-Chin, Ao, Angami-Pochuri, Zeme, Tangkhul, Meithei (Manipuri), Karbi (Mikir)
    - Qiang-Gyalrong: Xixia-Qiang, Gyalrong
    - Nungisch
    - Karenisch
    - Lolo-Birmanisch: Lolo (Yipho), Birmanisch
    - Einzelsprachen: Pyu †, Dura †, Lepcha, Mru, Naxi, Tujia, Bai

### Diskussion vorgeschlagener Einheiten
Himalayisch ist eine hypothetische Großeinheit von Matisoff 2003, die Bodisch, Westhimalayisch und Mahakiranti umfasst. Da diese Zusammenfassung bisher nicht von der Mehrheit der Forscher akzeptiert ist, wurde sie bei der vorliegenden Klassifikation in ihre Komponenten aufgelöst, die in der Literatur weitgehend als genetische Einheiten akzeptiert sind.
Mahakiranti: Die gesicherten genetischen Einheiten Kiranti, Newari und Maga-Chepang werden hier nach van Driem 2001 und Thurgood 2003 als Mahakiranti zusammengefasst, das eine durch gemeinsame Innovationen begründete Untereinheit von Matisoffs Himalayisch darstellt. Für das Kirantische wurde eine Ursprache rekonstruiert. Neuerdings rückt van Driem wieder von seinem Vorschlag ab (in Saxena 2004).
Kamarupan: Matisoff 2003 fasst Kuki-Chin-Naga, Bodo-Koch, Tani und einige Einzelsprachen mit Vorsicht zu einer Großeinheit Kamarupan (nach einem Sanskritbegriff für „Assam“) zusammen. Kamarupan wird hier nicht berücksichtigt, da alle anderen neueren Klassifikationen diese Gruppierung nicht unterstützen und – anders als Matisoff – das Jingpho-Sak mit dem Bodo-Koch und Konyak-Naga zur mittelgroßen Einheit Bodo-Konyak-Jingpho zusammenfassen.
Nord-Assam: Auch van Driem sieht eine besondere Nähe der hier unter Nord-Assam zusammengefassten gesicherten genetischen Einheiten Tani, Khowa-Sulung, Mijuisch und Idu-Digaru. Er nennt diese Gruppierung Brahmaputranisch. Bei Matisoff bilden sie eine Untereinheit des Kamarupan.
Kuki-Chin-Naga: Eine inzwischen allgemein anerkannte mittelgroße Einheit, sie umfasst außer den Chin- und Nagasprachen Nordostindiens auch die großen Einzelsprachen Meithei (auch Manipuri, eine der 19 indischen Amtssprachen) und Karbi (früher pejorativ Mikir). Die manchmal auch zu dieser Gruppe gezählten Nord-Naga- oder Konyak-Naga-Sprachen werden heute allgemein zum Bodo-Koch und Jingpho-Sak gestellt.
Bodo-Konyak-Jingpho: Sowohl bei Thurgood als auch bei van Driem dargestellte mittelgroße Gruppierung aus den drei gesicherten genetischen Einheiten Bodo-Koch (früher Barisch), Konyak-Naga und Jingpho-Sak (früher Kachin-Luisch). Nur Matisoff weicht ab, indem er Jingpho-Sak mit dem Nungischen zusammenstellt, andererseits die nähere Beziehung des Jingpho zum Konyak-Naga auch anerkennt.
Rung: Die große Rung-Gruppierung Thurgoods und LaPollas fand sonst in der Literatur bisher keine Unterstützung, sie wurde – den Argumenten van Driems und Matisoffs folgend – in ihre gesicherten Komponenten Qiang-Gyalrong, Nungisch, Kiranti und Westhimalayisch aufgelöst.
Qiang-Gyalrong: Eine Verwandtschaft der in Sichuan gesprochenen Qiang- und Gyalrong-Sprachen wird inzwischen von fast allen Fachleuten angenommen. Auch die Zugehörigkeit der ausgestorbenen Sprache der Tanguten zum Qiang ist allgemein akzeptiert.
Nungisch: Wird von Thurgood näher zum Qiang-Gyalrong gestellt, von Matisoff mit dem Jingpho-Sak verbunden. Beide Ansätze sind ansonsten umstritten. Nach van Driem bildet Nungisch eine separate Einheit des Tibetobirmanischen.
Lolo-Birmanisch: Eine allgemein anerkannte mittelgroße Gruppierung (mit einer großen Sprecherzahl) innerhalb des Tibetobirmanischen, die die Lolo-Sprachen Südchinas und die mit dem Birmanischen enger verwandten birmanischen Sprachen zu einer Einheit zusammenfasst, für die erfolgreich eine Ursprache rekonstruiert werden konnte. Von einigen Forschern wird die Zugehörigkeit der Einzelsprache Naxi zu dieser Gruppe postuliert, von den Spezialisten des Naxi wird sie abgelehnt.
Karenisch: Die früher häufig postulierte Sonderposition der in Birma gesprochenen Karen-Sprachen wurde aufgegeben, sie werden heute generell als gleichrangiger Hauptzweig innerhalb des Tibetobirmanischen eingeordnet. Ein Grund für die Sonderstellung war vor allem die Wortordnung SVO, die von der aller anderen tibetobirmanischen Sprachen mit Ausnahme des Bai abweicht.
Bai: Die Stellung der in Südchina gesprochenen Einzelsprache Bai blieb lange umstritten, da es starkem chinesischen Einfluss ausgesetzt war und ist. Manche Forscher (z. B. Benedict) zählten sie deswegen zum Sinitischen. Andere betrachteten sie als selbständigen dritten Zweig des Sinotibetischen. Matisoff, van Driem und Thurgood ordnen sie als separate Untereinheit des Tibetobirmanischen ein.
Naxi und andere Einzelsprachen: Für die tibetobirmanischen Einzelsprachen Lepcha, Tujia, Naxi, Mru und die ausgestorbenen Sprachen Pyu und Dura lässt sich vorläufig keine allgemein akzeptierte nähere Verwandtschaft mit anderen Gruppen nachweisen. Einige Forscher stellen das Naxi zum Lolo-Birmanischen, andere das Pyu zum Sak (Untereinheit des Jingpho-Sak).

## Externe Beziehungen

### Tai-Kadai, Miao-Yao und Vietnamesisch
Wie in der Geschichte der Klassifikation dargestellt, wurden zunächst die Tai-Kadai- und Hmong-Mien-Sprachen sowie das Vietnamesische mit dem Sinotibetischen in eine nähere Beziehung gesetzt. Seit den 1950er Jahren (infolge der Arbeiten Paul Benedicts) werden die Gemeinsamkeiten des Sinotibetischen mit diesen Sprachfamilien auf langzeitige areale Kontakte zurückgeführt, ein genetischer Zusammenhang scheint nach dem heutigen Forschungsstand ausgeschlossen.

### Kusunda
Dies gilt auch für Kusunda, eine als isoliert zu betrachtende Sprache, die in Nepal von nur noch sehr wenigen Menschen gesprochen wird. Seine Einordnung als sinotibetische Sprache in Ethnologue ist nicht haltbar und wird auch von den Kennern dieser Sprache abgelehnt (siehe van Driem 2001). Kusunda gehört – wie das in Indien gesprochene Nahali – zur ältesten Sprachschicht des indischen Subkontinents und wurde im Laufe der Zeit stark von sinotibetischen Sprachen der Mahakiranti-Gruppe beeinflusst, was den großen Anteil an sinotibetischen Lehnwörtern erklärt.

### Na-Dené und Sinotibetisch
Seit etwa 1920 gab es seitens des Amerikanisten Edward Sapir und einiger seiner Schüler die Theorie einer genetischen Verwandtschaft des Sinotibetischen mit den nordamerikanischen Na-Dené-Sprachen.
Sapir war von einer genetischen Verwandtschaft der Na-Dené-Sprachen mit dem Sinotibetischen überzeugt. In einem Brief an den Amerikanisten Alfred Kroeber schrieb er 1921:

“If the morphological and lexical accord which I find on every hand between Nadene and Indo-Chinese (gemeint ist Sinotibetisch) is accidential, then every analogy on God’s earth is an accident.”

Sapir publizierte seine Meinung zu diesem Thema nicht, da er vorhersah, welche Anfeindungen seitens konservativer Amerikanisten dadurch auf ihn zukämen.
Linguistische Analysen und autosomal-genetische Daten der jenisseischen Völker deuten auf eine Verwandtschaft mit Han-Chinesen und Burmesen hin. Der Linguist und Spezialist der jenisseischen Sprachen Edward Vajda vermutet ebenfalls eine Verwandtschaft mit den sinotibetischen Sprachen. Diese Verbindung besteht auch mit den Na-Dene.

### Sino- und Dene-Kaukasische Hypothese

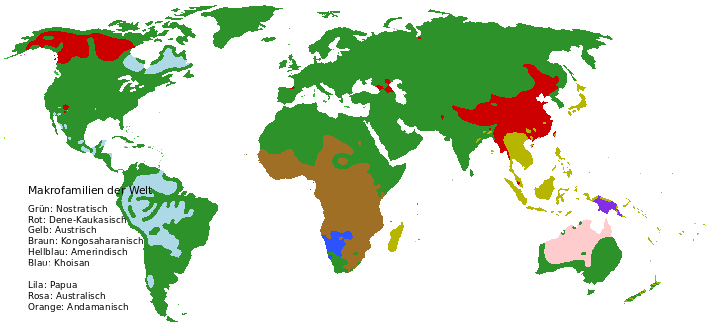
Die dene-kaukasische Makrofamilie ist dunkel-rotbraun eingezeichnet

Die Hypothese der umstrittenen dene-kaukasischen Makrofamilie basiert auf der ebenfalls hypothetischen sino-kaukasischen Makrofamilie, die Sergej Starostin 1984 begründete. Dabei ging er von einer genetischen Beziehung des Sinotibetischen mit dem Nordkaukasischen aus, die auf seinen Rekonstruktionen der jeweiligen Ursprachen beruht. Später wurde diese Makrofamilie um einige altorientalische Komponenten (Hurritisch-Urartäisch, Hattisch, Sumerisch u. a.) und das Baskische (1985) erweitert. Schließlich wurden noch die nordamerikanischen Na-Dené-Sprachen zur Gruppe genommen und das Gesamtkonstrukt als dene-kaukasische Makrofamilie bezeichnet. Mit dem letzten Schritt knüpfte man an die Hypothesen Sapirs zur Verwandtschaft des Sinotibetischen mit dem Na-Dené an. Die Zusammensetzung der dene-kaukasischen Makrofamilie unterliegt je nach Autor einigen Schwankungen. Die folgende Aufstellung gibt die heutige Meinung der „Dene-Kaukasisten“ wieder.
- Dene-Kaukasisch
  - Baskisch
  - Nordkaukasisch
  - Hattisch †
  - Hurritisch-Urartäisch †
  - Sumerisch †
  - Jenisseisch (Ket)
  - Burushaski
  - Nahali
  - Sinotibetisch
  - Na-Dené

Da bereits die sinotibetische Ursprache wahrscheinlich ein Alter von 8.000 Jahren aufweist, müsste eine dene-kaukasische Ursprache mindestens 15.000 Jahre alt sein, bei ihrer extrem weiten geographischen Verbreitung wahrscheinlich noch älter. Von der Mehrheit der Linguisten wird bezweifelt, dass sich nach so langer Zeit noch substantielle Gemeinsamkeiten der Phonetik, Grammatik und des Wortschatzes nachweisen lassen. Die Ergebnisse der Dene-Kaukasisten werden deswegen von der Mehrheit der historischen Sprachwissenschaftler nicht akzeptiert.

## Typologische Vielfalt
Die auffallenden typologischen Unterschiede der sinotibetischen Sprachen basieren auf ihren intensiven Kontakten mit benachbarten Sprachgruppen sowie der Wirkung von Substratsprachen, die von den sinotibetischen Sprachen überlagert wurden. Da sich das Sinitische sehr früh – wahrscheinlich vor über 5000 Jahren – von den tibetobirmanischen Sprachen getrennt hat, erfuhren die beiden Zweige des Sinotibetischen sehr unterschiedliche Einflüsse, die sich auch typologisch ausgewirkt haben. Zeitweise wurden diese typologischen Unterschiede so überbewertet, dass trotz der großen Gemeinsamkeiten im Wortschatz und anderen genetischen Merkmalen Chinesisch und Tibetobirmanisch nicht als genetische Einheit betrachtet wurden.

### Silbenstruktur und Ton
Die chinesischen Sprachen sind monosyllabisch (fast alle Morpheme bestehen aus einer Silbe), viele tibetobirmanische Sprachen besitzen Wörter mit mehr als einer Silbe, die man allerdings oft durch Analyse auf einsilbige Bestandteile zurückführen kann.
Die sinitischen Sprachen sind Tonsprachen vom selben Typ wie die Tai-Kadai- und Hmong-Mien-Sprachen oder das Vietnamesische. Etliche tibetobirmanische Sprachen weisen dagegen keine bedeutungsdifferenzierenden Töne auf, darunter die westtibetischen Sprachen, Amdo, Newarisch, Bodo-Garo und die birmanischen Sprachen. Eine Rekonstruktion der Töne für die Ursprache ist wegen dieser Unterschiede nicht möglich, nicht einmal die Aussage, ob das Ur-Sinotibetische eine Tonsprache war. Vieles spricht dafür, dass die Ausprägung von phonemischen Tönen ein sekundärer Prozess war und nicht auf die Ursprache zurückzuführen ist. Man hat einige Bedingungsfaktoren für die Entstehung von Tondifferenzierungen ermittelt (z. B. bestimmte Formen der Silbenendung, Ersetzung des Merkmalpaares stimmhaft – stimmlos durch Tonunterschiede, Reduktion anlautender Konsonantencluster), sie führen allerdings in den verschiedenen Sprachgruppen zu unterschiedlichen Ausformungen der Tonalität und finden auch Anwendung bei benachbarten Sprachfamilien, die mit dem Sinotibetischen nicht genetisch verwandt sind.

### Wortstellung
Die chinesische Sprachen haben üblicherweise die Wortstellung SVO (Subjekt-Verb-Objekt), dagegen weisen die tibetobirmanischen Sprachen in der Regel SOV auf, lediglich Karenisch und Bai weichen ab und haben wie das Chinesische die Stellung SVO. Die nicht genetisch verwandten Nachbarsprachen sind hierbei unterschiedlich strukturiert: Tai-Kadai und Austroasiatisch bevorzugen SOV, Mia-Yao dagegen SVO. Bei der Wortstellung heutiger Sprachen scheinen also areale oder Substrateinflüsse entscheidend gewesen zu sein, eine Rekonstruktion der Wortstellung des Ur-Sinotibetischen ist auf Grund der unterschiedlichen Ausprägung kaum möglich. Allerdings weisen einige Spuren im Altchinesischen auch auf eine SOV-Stellung, was ein Argument für eine entsprechende Satzanordnung der Ursprache sein könnte. Eine Konsequenz der Wortstellung ist die Positionierung von Kopf und Dependens in einer Nominalphrase: die sinotibetischen SOV-Sprachen folgen der Regel Kopf vor Dependens (also „das Haus des Vaters“), die SVO-Sprachen Dependens vor Kopf (also „des Vaters Haus“, „großes Haus“). Die Nachbarsprachen weisen hierbei sehr unterschiedliche Strukturen auf.

### Morphologische Vielfalt
Während die chinesischen Sprachen vom isolierenden Typus sind – also so gut wie keine Morphologie aufweisen –, besitzen viele tibetobirmanische Sprachen die typische agglutinative Struktur der SOV-Sprachen, mit teilweise sehr komplexen Verbalbildungen durch Affixketten. Während die heutigen tibetobirmanischen Sprachen primär Suffixe benutzen (sie haben, wenn überhaupt, nur noch ganz wenige produktive Präfixe), zeigen ältere Sprachstadien – die allerdings nur bei wenigen Sprachen bekannt sind – durchaus auch umfangreiche Präfixverwendung. Für das Ur-Tibetobirmanische können somit Präfixe und Suffixe in der Verbalmorphologie rekonstruiert werden. Dies ist – nach der Meinung der Mehrheit der Forscher – eine Innovation des Tibetobirmanischen gegenüber dem Ur-Sinotibetischen.
Eine Reihe tibetobirmanischer Sprachen zeigt Konkordanz zwischen Subjekt und Prädikat – es wird also die grammatische Person oder der Numerus (Singular, Plural oder Dual) beim Subjekt und Prädikat übereinstimmend gekennzeichnet –, allerdings in sehr unterschiedlichen Graden und Ausprägungen. So gibt es tibetobirmanische Sprachen, die eine Konkordanz nur mit bestimmten grammatischen Personen (vorzugsweise der 1. und 2. Person) zum Ausdruck bringen.
In der Nominalmorphologie unterscheiden die tibetobirmanischen Sprachen eine Reihe von Kasus („Fällen“), darunter den Ergativ (z. B. im Gurung), den nur auf Personen bezogenen Ergativ (Gyalrong, Kham), den nur bei bestimmten Aspekten verwendeten Ergativ (Newari), aber auch Nominativ-Akkusativ-Systeme (Lolo-Birmanisch, Meithei, Jingpho). (Nominativ-Akkusativ-Sprachen haben durchgehend einen Kasus – den „Nominativ“ – für das Subjekt eines Satzes und einen anderen Kasus „Akkusativ“ für das direkte Objekt. Sie entsprechen damit der Situation im Deutschen oder Lateinischen und in den meisten europäischen Sprachen. Dagegen besitzen Ergativsprachen einen Kasus „Ergativ“, der nur als Subjekt oder Agens transitiver Verben benutzt wird, und einen weiteren Kasus – meist „Absolutiv“ genannt – der sowohl als Objekt transitiver Verben als auch als Subjekt intransitiver Verben verwendet wird. Wenn die Ergativ-Absolutiv-Konstruktion in einer Sprache nicht für alle Tempora, Aspekte und Personen gleichermaßen verwendet wird, spricht man von gespaltener Ergativität oder vom Split-Ergativ. Weitere Details dazu im Artikel Ergativ).
Pronomen und Verb unterscheiden bei den konservativen Sprachen Singular, Plural und Dual, sie besitzen die Kategorien „inklusiv“ und „exklusiv“ bei der 1. Person Plural (siehe Inklusives und exklusives Wir).
Damit zeigen nicht nur Sinitisch und Tibetobirmanisch völlig unterschiedliche morphologische Strukturen, auch innerhalb des Tibetobirmanischen ist die typologische Spannweite sehr groß. Die einzigen morphologischen Merkmale, die etwas zur Frage der genetischen Einheit beisteuern können, sind bestimmte konsonantische Präfixe und Suffixe, die in nahezu allen sinotibetischen Gruppen in gleicher oder ähnlicher Funktion nachweisbar sind (siehe unten: Derivationsmorphologie).

## Sinotibetisch als genetische Einheit
Trotz der großen typologischen Unterschiede zwischen dem Sinitischen und Tibetobirmanischen und auch zwischen den Untergruppen des Tibetobirmanischen ist das Sinotibetische eine genetische Einheit. Sämtliche Wissenschaftler, die sich heute mit den sinotibetischen Sprachen fachlich beschäftigen, und alle aktuellen zusammenfassenden Darstellungen – Benedict 1972, Hale 1982, van Driem 2001, Matisoff 2003 und Thurgood 2003 – sind dieser Ansicht. Die sinotibetischen Urformen konnten in großem Umfang rekonstruiert werden. Das gemeinsame lexikalische Material ist äußerst umfangreich und wird durch die Erforschung weiterer Sprachen zunehmend zuverlässiger (siehe die Tabelle der Wortgleichungen). Neben dem lexikalischen Material gibt es genügend phonologische und grammatische Gemeinsamkeiten, die die genetische Einheit des Sinotibetischen absichern. Eine umfassende Übersicht über das Vergleichsmaterial – sowohl lexikalisch als auch phonologisch – bietet Matisoff 2003.
Im Folgenden werden die phonologischen, grammatischen und lexikalischen Gemeinsamkeiten der sinotibetischen Sprachen dargestellt.

### Silbenstruktur und Phoneme
Das Ur-Sinotibetische war eine durchgehend monosyllabische Sprache. Seine Silbenstruktur lässt sich als
(K)-(K)-K(G)V(K)-(s)     (K Konsonant, V Vokal, G Gleitlaut /l,r,j,w/)
rekonstruieren (potentielle Positionen sind durch Klammern gekennzeichnet). Die ersten beiden Konsonanten sind ursprünglich bedeutungsrelevante „Präfixe“, die eigentliche Wurzel hat die Form K(G)V(K), der Schlusskonsonant muss aus der Gruppe /p,t,k,s,m,n,ŋ,l,r,w,j/ stammen, vokalischer Auslaut ist selten. Der Vokal kann kurz oder lang sein, die Länge ist phonemisch. Zwischen den Präfixkonsonanten und dem Anlautkonsonanten kann ein schwacher Vokal /ɘ/ stehen (ein sogenanntes Schwa). Diese ursprüngliche Silbenstruktur ist im klassischen Tibetisch und einigen modernen westtibetischen Sprachen und im Gyalrong belegt (die deswegen für die Rekonstruktion besonders wichtig sind), weniger vollständig im Jingpho und Mizo. Die komplexen Anlautcluster sind in vielen Sprachen reduziert worden, das Chinesische hat Verschlusslaute im Silbenauslaut weitgehend verloren. Diese Strukturvereinfachung führte offensichtlich häufig zur Ausbildung differenzierender Töne.
Nach Benedict 1972 und Matisoff 2003 bestand das Konsonanteninventar des Ur-Sinotibetischen – das vor allem für die Anlautkonsonanten der Wurzel im vollen Umfang genutzt wurde – aus folgenden Phonemen:
p, t, k; b, d, g; ts, dz; s, z, h; m, n, ŋ; l, r, w, j.
Als Anlautkonsonant der Wortwurzel fanden diese Phoneme in einzelnen Gruppen folgende reguläre Lautentsprechungen:
| Sinotib. | Tibetan. | Jingpho | Birman. | Garo     | Mizo |
| -------- | -------- | ------- | ------- | -------- | ---- |
| *p       | p(h)     | p(h), b | p(h)    | p(h), b  | p(h) |
| *t       | t(h)     | t(h), d | t(h)    | t(h), d  | t(h) |
| *k       | k(h)     | k(h), g | k(h)    | k(h), g  | k(h) |
| *b       | b        | b, p(h) | p       | b, p(h)  | b    |
| *d       | d        | d, t(h) | t       | d, t(h)  | d    |
| *g       | g        | g, k(h) | k       | g, k(h)  | k    |
| *ts      | ts(h)    | ts, dz  | ts(h)   | s, ts(h) | s    |
| *dz      | dz       | dz, ts  | ts      | ts(h)    | f    |
| *s       | s        | s       | s       | th       | th   |
| *z       | z        | z       | s       | s        | f    |
| *h       | h        | ø       | h       | ø        | h    |
| *m       | m        | m       | m       | m        | m    |
| *n       | n        | n       | n       | n        | n    |
| *ŋ       | ŋ        | ŋ       | ŋ       | ŋ        | ŋ    |
| *l       | l        | l       | l       | r        | l    |
| *r       | r        | r       | r       | r        | r    |
| *w       | ø        | w       | w       | w        | w    |
| *j       | j        | j       | j       | ts, ds   | z    |

Die alternativen Entsprechungen sind in der Regel sekundär, Aspiration kann unter bestimmten Bedingungen auftreten, sie ist nicht phonemisch. Basis der obigen Tabelle ist Benedict 1972, wo für diese Lautentsprechungen geeignete Wortgleichungen aufgeführt werden.
Das sinotibetische Vokalsystem wurde als /a, o, u, i, e/ rekonstruiert. Vokale können in der Silbenmitte und im Silbenauslaut erscheinen, nicht am Silbenanfang. Allerdings sind andere Vokale als /a/ im Silbenauslaut der Ursprache sehr selten zu finden. Dagegen sind Endungen auf /-Vw/ und /-Vj/ besonders häufig.

### Derivationsmorphologie
Eine klassische relationale Morphologie (also eine systematische morphologische Veränderung der Nomina und Verben mit Kategorien wie Kasus, Numerus, Tempus-Aspekt, Person, Diathese u. a.) hat es nach einhelliger Meinung der Forschung in der Ursprache nicht gegeben. Die heute vor allem bei den tibetobirmanischen Sprachen feststellbare relationale Morphologie der Nomina und Verben ist als Innovation zu betrachten, die auf areale Einflüsse benachbarter Sprachen oder auf die Wirkung von Substraten zurückzuführen ist. Infolge sehr unterschiedlicher Einflüsse konnten sich sehr verschiedene morphologische Typen herausbilden.
Mit Sicherheit lassen sich aber Elemente einer Derivationsmorphologie für das Ur-Sinotibetische rekonstruieren, deren Kontinuanten in vielen sinotibetischen Sprachen nachzuweisen sind. Dabei handelt es sich um konsonantische Präfigierung und Suffigierung sowie Anlautalternanz, die die Bedeutung von Verben aber auch von Nomina modifizieren. Die Existenz gemeinsamer Ableitungsaffixe und Anlautalternationen mit identischer oder ähnlicher semantischer Wirkung in fast allen Gruppen des Sinotibetischen ist ein starkes Indiz für seine genetische Einheit. (Die Beispiele entstammen Benedict 1972, Matisoff 2003 und Thurgood 2003; die Transkription richtet sich nach Benedict und Matisoff, statt /y/ wird wie bei Thurgood /j/ verwendet.)
s-Präfix
Das s-Präfix hat eine kausative und denominative Funktion, der ursprünglich eine allgemeinere „direktive“ Bedeutung zu Grunde liegt. Beispiele:
- altchinesisch *mjang ‚gegangen sein‘, *smangs ‚verlieren‘, eigentl. ‚gegangen sein lassen‘ (kausativ)
- altchinesisch *mɘk ‚Tinte‘, *smɘk ‚schwarz‘; klass.-tibetisch smag ‚dunkel‘ (kausativ)
- altchinesisch *tjuʔ ‚Besen‘, *stuʔ ‚fegen‘ (denominativ)
- altchinesisch *ljek ‚austauschen‘, *sljeks ‚geben‘ (direktiv)
- klass.-tibetisch grib ‚Schatten‘, sgrib- ‚beschatten, verdunkeln‘ (denominativ)
- klass.-tibetisch gril ‚Rolle‘, sgril- ‚zusammenrollen‘ (denominativ)
- klass.-tibetisch riŋ- ‚lang sein‘, sriŋ- ‚verlängern‘ (kausativ)
- Jingpho lot ‚frei sein‘, slot ‚freilassen‘ (kausativ)
- Jingpho dam ‚sich verlaufen‘, sɘdam ‚in die Irre führen‘ (kausativ)
- Lepcha nak ‚gerade sein‘, njak < *snak ‚gerade machen‘ (kausativ, Metathese sK > Kj)

In anderen tibetobirmanischen Sprachen (z. B. birmanische Sprachen, Lolo-Sprachen, Lahu) ging das s-Präfix verloren, hat aber Veränderungen des Anlautkonsonanten oder tonale Differenzierungen bewirkt. Bei schwachen Anlautkonsonanten kann aber auch in diesen Sprachen noch ein s-Präfix erkennbar sein, zum Beispiel
- birmanisch ʔip ‚schlafen‘, sip ‚einschläfern‘
- birmanisch waŋ ‚betreten‘, swaŋ ‚hineinbringen‘

Anlautalternierung
In nahezu allen sinotibetischen Sprachen gibt es Paare semantisch verwandter Wörter, die sich lautlich nur darin unterscheiden, dass der Anlautkonsonant stimmlos oder stimmhaft ist. Die stimmlose Variante hat dann in der Regel eine transitive, die stimmhafte eine intransitive Bedeutung. Es gibt die Theorie, dass die Anlautveränderung durch ein ursprüngliches *h-Präfix – einen nicht-syllabischen, pharyngalen Gleitlaut – bewirkt worden sei (Edwin G. Pulleyblank 2000).
Beispiele:
- altchinesisch *kens ‚sehen‘, *gens ‚sichtbar sein‘
- altchinesisch *prats ‚besiegen‘, *brats ‚besiegt sein‘
- tibetisch kril- ‚herumwickeln‘, gril- ‚herumgewickelt sein‘
- Bahing kuk ‚beugen‘, guk ‚gebeugt sein‘
- Bodo pheŋ ‚gerade machen‘, beŋ ‚gerade sein‘

n-Suffix
Das n-Suffix (auch in der Variante /-m/) bildet hauptsächlich Deverbative, manchmal auch Kollektiva. Beispiele:
- klass.-tibetisch rgyu ‚fließen‘, rgyun ‚der Fluss‘
- klass.-tibetisch gtsi ‚urinieren‘, gtsin ‚Urin‘
- klass.-tibetisch rku ‚stehlen‘, rkun-ma ‚Dieb‘ (Nominalbildung unterstützt durch das ma-Formans)
- klass.-tibetisch nje ‚nah (sein)‘, njen ‚Verwandter‘
- Lepcha zo ‚essen‘, azom ‚Essen‘ (Zirkumfigierung durch auch anlautendes /a-/)
- Lepcha bu ‚tragen‘, abun ‚Fahrzeug‘

s-Suffix
Auch das s-Suffix bildet vor allem Deverbative, aber auch Gegensatzpaare. Beispiele:
- klass.-tibetisch grang- ‚zählen‘, grangs ‚Zahl‘ (deverbativ)
- klass.-tibetisch thag- ‚weben‘, taghs ‚Gewebe‘ (deverbativ); verwandt mit
- altchinesisch *tjɘk ‚weben‘, *tjɘks ‚gewebtes Tuch‘ (deverbativ)
- altchinesisch *mreʔ ‚kaufen‘, *mres ‚verkaufen‘ (konverse Relation)
- altchinesisch *djuʔ ‚empfangen‘, *djus ‚geben‘ (reverse Relation)

Weitere Derivationssuffixe
Außer den genannten gibt es noch andere für das Sinotibetische postulierte Ableitungssuffixe, z. B. /-t/, /-j/ und /-k/. Für keines dieser Suffixe lässt sich aber bisher eine befriedigende Funktionsbeschreibung angeben, die zumindest in einigen Einheiten des Sinotibetischen gültig wäre. Für Weiteres wird auf LaPolla (in Thurgood 2003) und Matisoff 2003 verwiesen.

### Gemeinsamer Wortschatz
Die folgenden Wortgleichungen – nur ein kleiner Ausschnitt aus den seit 1940 erarbeiteten und inzwischen durch die Forschung umfassend bestätigten Etymologien – zeigen besonders deutlich die genetische Verwandtschaft der sinotibetischen Sprachen. Sie basieren auf Peiros-Starostin 1996, Matisoff 2003 und der unten angegebenen Internet-Datenbank Starostins. Für die Wortauswahl wird die Liste der „stabilen Etymologien“ von Dolgopolsky und einige Wörter aus der Swadesh-Liste zugrunde gelegt, wodurch Lehnwörter und Lautmalereien weitgehend ausgeschlossen sind. Jede Wortgleichung hat Vertreter aus bis zu sieben Sprachen bzw. Spracheinheiten: Altchinesisch oder Ursinitisch (Rekonstruktion Starostin), Klassisches Tibetisch, Klassisches Birmanisch, Jingpho (Kachin), Mizo (Lushai), Lepcha, Ur-Kiranti (Rekonstruktion Starostin), Ur-Tibetobirmanisch (Matisoff 2003) und Ur-Sinotibetisch (Starostin 1989, Matisoff 2003). Die Transkription erfolgt ebenfalls nach Matisoff und der zugrunde gelegten Datenbank.
Sinotibetische Wortgleichungen
| Bedeutung  | Alt- Chines. | Klass. Tibet. | Klass. Birman. | Jingpho (Kachin) | Mizo (Lushai) | Lepcha | Ur- Kiranti | Ur- Tibeto- Birman. | Ur- Sino- Tibet. |
| ---------- | ------------ | ------------- | -------------- | ---------------- | ------------- | ------ | ----------- | ------------------- | ---------------- |
| Zunge      | *laj         | lje           | hlja           |                  | lei           | li     |             | *lja                | *laj             |
| Auge       | *muk         | mig           | mjak           | mjiʔ             | mit           | mik    | *mik        | *mik                | *mjuk            |
| Herz       |              | sniŋ          | hnac           |                  | niŋ           |        | *niŋ        | *niŋ                | *niŋ             |
| Ohr        | *nhɘʔ        |               | nah            | na               | kna           | njor   | *nɘ         | *na                 | *nɘH             |
| Nase       |              | sua           | hua            | naʔ              | hua           |        | *nɘ         | *na:r               | *naʔ             |
| Fuß o. Ä.  | *kak         | rkaŋ          | kraŋ           | kraŋ             | keŋ           | kaŋ    |             | *kaŋ                | *kaŋ             |
| Hand o. Ä. | *lɘk         | lag           | lak            |                  | lak           | ljok   | *lak        | *lak                | *lak             |
| Blut       | *swhit       |               | swij, swe      | sài              | thi           | (t)vi  | *hi         | *s-hjwɘy            | *ʔwij(s)         |
| Onkel      | *guʔ         | khu           | 'uh            | gu               | 'u            | ku     | *ku         | *khu                | *quH             |
| Mann       | *pa          | pha           | phaʔ           |                  |               |        | *ba         | *pwa                | *pa, *ba         |
| Laus       | *srit        | s(r)ig        |                | ciʔ              | hrik          |        | *srik       | *r(j)ik             | *srik            |
| Hund       | *khwin       | khji          | lhwij          | gui              | 'ui           |        | *khlɘ       | *kwej               | *qhwij           |
| Sonne, Tag | *nit         | ni(n)         | nij            | ʃa-ni            | ni            | nji    | *nɘj        | *nɘj                | *nij             |
| Stein      | *nlaŋʔ       |               |                | nluŋ             | luŋ           | luŋ    | *luŋ        | *luŋ                | *(n)laŋ, *(n)luŋ |
| Fluss      |              | lu            | luaij          | lui              | lui           |        |             | *lwij               | *luj             |
| Haus       | *kuŋ         | kjim          | 'im            | ʃe-kum           | 'in           | khjum  | *kim        | *jim, *jum          | *qim, *qiŋ       |
| Name       | *mheŋ        | miŋ           | miŋ            | mjiŋ             | hmiŋ          |        | *miŋ        | *miŋ                | *mieŋ            |
| töten      | *srat        | gsod          | sat            | gɘsat            | that          |        | *set        | *sat                | *sat             |
| tot        | *smɘŋ        | .             | mhaŋ           | maŋ              | maŋ           | mak    |             | *maŋ                | *(s)maŋ          |
| lang       | *pak         | aphag         | paŋ            |                  | pak           |        |             | *pak, *paŋ          | *pak             |
| kurz       | *tonʔ        | thuŋ          | tauŋh          | ge-dun           |               | tan    | *toŋ        | *twan               | *toŋ             |
| zwei       | *nijs        | gnis          |                | ŋi               | hni           | nji    | *ni(k)      | *ni                 | *nij             |
| ich        | *ŋha         | ŋa            | ŋa             | ŋai              | ŋei           |        |             | *ŋa                 | *ŋa              |
| du         | *nhaʔ        |               | naŋ            | naŋ              | naŋ           |        |             | *naŋ                | *naŋ             |

## Sinotibetische Sprachen mit mindestens 500.000 Sprechern
Die sinotibetischen Sprachen mit mindestens 500.000 Sprechern
| Sprache        | Alternativer Name                   | Sprecher | Klassifizierung | Hauptverbreitungsgebiet                             |
| -------------- | ----------------------------------- | -------- | --------------- | --------------------------------------------------- |
| Hochchinesisch | Mandarin, Guanhua, Putonghua, Guoyu | 875 Mio. | Sinitisch       | China, Taiwan                                       |
| Wu             |                                     | 80 Mio.  | Sinitisch       | China: Yangtse-Mündung, Shanghai                    |
| Yue            | Kantonesisch                        | 70 Mio.  | Sinitisch       | China: Guangxi, Wuzhou, Guangdong                   |
| Min            | Hokkien                             | 60 Mio.  | Sinitisch       | China: Fujian, Hainan, Taiwan, Südostasien          |
| Jin            | Jinyu                               | 45 Mio.  | Sinitisch       | China: Shanxi, Innere Mongolei; auch Hebei, Henan   |
| Xiang          | Hunan                               | 36 Mio.  | Sinitisch       | China: Hunan                                        |
| Hakka          | Kejia                               | 33 Mio.  | Sinitisch       | Süd-China, Taiwan                                   |
| Birmanisch     | Burmesisch                          | 32 Mio.  | Lolo-Birmanisch | Myanmar (Birma); mit Zweitsprechern 45 Mio.         |
| Gan            | Kan                                 | 21 Mio.  | Sinitisch       | China: Jiangxi, Hubei; auch Hunan, Anhui, Fujian    |
| Yi             | Yipho                               | 4,2 Mio. | Lolo-Birmanisch | Süd-China                                           |
| Tibetisch      | Ü-Tsang                             | 2 Mio.   | Tibetisch       | Zentral- und Westtibet; mit Amdo und Khams 4,5 Mio. |
| Sgaw           | Sgo                                 | 1,6 Mio. | Karenisch       | Birma: Karenstaat                                   |
| Khams          | Khams-Tibetisch                     | 1,5 Mio. | Tibetisch       | Tibet: Kham                                         |
| Meithei        | Manipuri                            | 1,3 Mio. | Manipuri        | Indien: Manipur, Assam, Nagaland                    |
| Pwo            | Pho                                 | 1,3 Mio. | Karenisch       | Birma: Karenstaat                                   |
| Tamang         |                                     | 1 Mio.   | Tamang-Ghale    | Nepal: Kathmandu-Tal                                |
| Rakhain        | Arakanesisch                        | 1 Mio.   | Lolo-Birmanisch | Birma: Arakan                                       |
| Bai            | Min Chia                            | 900 Tsd. | ungeklärt       | China: Yunnan                                       |
| Yangbye        | Yanbe                               | 800 Tsd. | Lolo-Birmanisch | Birma                                               |
| Amdo           | Amdo-Tibetisch                      | 800 Tsd. | Tibetisch       | Tibet: Amdo                                         |
| Kokborok       | Tripuri                             | 770 Tsd. | Bodo-Koch       | Indien: Tripura                                     |
| Newari         | Nepal Bhasa                         | 700 Tsd. | Newari-Thangmi  | Nepal: Kathmandu-Tal                                |
| Hani           | Haw                                 | 700 Tsd. | Lolo-Birmanisch | Süd-China, Birma, Laos, Vietnam                     |
| Garo           | Mande                               | 650 Tsd. | Bodo-Koch       | Indien: Assam                                       |
| Jingpho        | Kachin                              | 650 Tsd. | Kachin          | Bangladesh, Nordost-Indien, Nord-Birma, Süd-China   |
| Lisu           | Lisaw                               | 650 Tsd. | Lolo-Birmanisch | Süd-China, Birma, Laos                              |
| Bodo           | Bara, Mech                          | 600 Tsd. | Bodo-Koch       | Indien: Assam                                       |
| Pa'o           | Taunghtu                            | 600 Tsd. | Karenisch       | Birma: Thaung                                       |
| Magar          |                                     | 500 Tsd. | Magar-Chepang   | Nepal: mittlerer Westen                             |
| Mizo           | Lushai                              | 500 Tsd. | Mizo-Kuki-Chin  | Nordostindien, Birma                                |
| Karbi          | Mikir                               | 500 Tsd. | Kuki-Chin-Naga  | Nordostindien: Assam, Arunachal Pradesh             |
| Akha           | Ikaw                                | 500 Tsd. | Lolo-Birmanisch | Süd-China, Birma, Laos, Vietnam                     |

### Sinotibetisch
- Christopher I. Beckwith (Hrsg.): Medieval Tibeto-Burman Languages. Brill, Leiden/Boston/Köln 2002.
- Paul K. Benedict: Sino-Tibetan. A Conspectus. Cambridge University Press, 1972.
- Scott DeLancey: Sino-Tibetan Languages. In: Bernard Comrie (Hrsg.): The World’s Major Languages. Oxford University Press, 1990.
- Ernst Kausen: Die Sprachfamilien der Welt. Teil 1: Europa und Asien. Buske, Hamburg 2013, ISBN 978-3-87548-655-1.
- James A. Matisoff: Handbook of Proto-Tibeto-Burman. University of California Press, 2003.
- Jerry Norman: Chinese. Cambridge University Press, 1988.
- Edwin G. Pulleyblank: Morphology in Old Chinese. In: Journal of Chinese Linguistics. 28.1, 2000.
- S. Robert Ramsey: The Languages of China. Princeton University Press, 1987.
- Anju Saxena (Hrsg.): Himalayan Languages. Mouton de Gruyter, Berlin/New York 2004.
- Graham Thurgood, Randy J. LaPolla: The Sino-Tibetan Languages. Routledge, London 2003.
- George Van Driem: Languages of the Himalayas. Brill, Leiden 2001.

### Klassifikationsgeschichte
- Paul K. Benedict: Thai, Kadai and Indonesian: A New Alignment in Southeastern Asia. In: American Anthropologist. 44, 1942.
- August Conrady: Eine indochinesische causativ-denominativ-Bildung und ihr Zusammenhang mit den Tonaccenten. Leipzig 1896.
- Austin Hale: Research on Tibeto-Burman Languages. Mouton, Berlin/New York/Amsterdam 1982.
- Fang-kuei Li: Languages and Dialects of China. Chinese Yearbook, Shanghai 1937.
- Prapin Manomaivibool: Thai and chinese – Are They Genetically Related? Computational Analyses of Asian and African Languages 6, Tokyo 1976.
- Robert Shafer: Classification of the Sino-Tibetan Languages. In: Word. 11, 1955.

### Sino- und Dene-Kaukasisch
- Die Fachzeitschrift Mother Tongue behandelt regelmäßig dene-kaukasische Themen. Besonders wichtig sind die Beiträge in den Ausgaben I–V (1995–1999).
- Vitaly Shevoroshkin (Hrsg.): Dene-Sino-Caucasian Languages. Brockmeyer, Bochum 1991.
 (Enthält die englische Übersetzung von Starostins russischem Originalartikel über das Sino-Kaukasische von 1984 und den Artikel Sino-Caucasian Languages in America von Sergej Nikolajev, in dem die Na-Dené-Sprachen dem Sino-Kaukasischen hinzugefügt werden.)
- Vitaly Shevoroshkin, Alexis Manaster Ramer: Some Recent Work in the Remote Relations of Languages. In: Sydney M. Lamb, E. Douglas Mitchell (Hrsg.): Sprung from Some Common Source. Investigations into the Prehistory of Languages. Stanford University Press, Stanford (Calif.) 1991.
- Lyle Campbell: American Indian Languages. The Historical Linguistics of Native America. Oxford University Press, 1997.